# جاك شابمان (لاعب كرة قاعدة)
جاك شابمان (بالإنجليزية: Jack Chapman)‏ هو لاعب كرة قاعدة أمريكي، ولد في 8 مايو 1843 في بروكلين في الولايات المتحدة، وتوفي بنفس المكان في 10 يونيو 1916.

## وصلات خارجية
- جاك شابمان على موقعبيزبول رفرنس.كوم (الدوري الرئيسي) (الإنجليزية)